# Мијајлова јама
Мијајлова јама је заштићени меморијални споменик природе и једини спелеолошки објекат са тим видом заштите у Србији. Налази се на северозападном ободу Кучаја, три километра југоисточно од Сењског рудника.

## Опис
На западном ободу планине Јужни Кучај на 710 метара надморске висини. Представља дубоку вртачу у кречњаку у шуми на Пасуљанским ливадама. 
По типу је прост фосилни и вертикални понорски спелеолошки објекат. Укупне је дужине 297 метара. Дужина истражених канала износи 192,5 метара. Вертикални део јаме је дубине од 127 метара. Просечна ширина вертикалног гротла је 25 метара која се при дну сужава. 
Велики улаз у Мијајлову јаму налази се на дну вртаче и води у вертикални канал који се спушта 127 метара. На тој дубини почиње искошени канал, који се завршава сипаром, преко кога су дебеле наслаге леда. Температура на врху леденог сипара је изузетно ниска и износи 2-5 °C. 
На дну сипара се налази пространа дворана. Температура у дворани износи 6-10 °C.
Карактеришу је естетске одлике и приче везана за Други светски рат.

## Историја
У данима окупације у периоду од 1941. до 1945. године, четници команданта Чачића, побили су и бацили у јаму више од хиљаду људи, бораца и симпатизера НОР-а. 
Изнад јаме је 1951. године постављена спомен плоча. Касније је замењена новом.

## Споменик природе
Јама је заштићена као меморијални споменик природе 1978. године. 
Ревизијом из 2004. и 2005. године потврђен јој је раније додељени степен заштите.
Место Мијајлова јама утврђено је за непокретно културно добро као знаменито место, одлуком СО Деспотовац бр. 06-81-4/8-01 од 29. 4. 1983. године.

## Легенда
На основу предања, јама је добила име по пастиру Мијајлу кога је ован гурнуо док је свирао на ивици јаме. Нестао је у понору, а вода је кажу, изнела његову фрулу негде код Сисевца.